# Ehrenkreuz für 1814 (Frankfurt am Main)
Das Ehrenkreuz für 1814 wurde am 30. Oktober 1814 durch den General-Gouverneur der Stadt Frankfurt am Main Heinrich XIII. gestiftet. Es konnte an Frankfurter Offiziere verliehen werden, die sich im Befreiungskrieg 1814 verdient gemacht hatten.
Das Ordenszeichen ist ein bronzenes Kreuz, auf dessen drei oberen Kreuzarmen (von links nach rechts) die Initiale A I (Alexander I.), F I (Franz I.) und F W (Friedrich Wilhelm) zu sehen ist. Auf dem unteren Arm ist die Jahreszahl 1814. Im ovalen Medaillon des Kreuzes steht DEUTSCH LAND und auf der Rückseite H XIII R G.
Die Auszeichnung wurde an einem 42 mm breiten, schwarz-weiß-gelb-weiß-orangen Band (den Farben Russlands, Österreichs und Preußens) getragen.